# Puchar Włoch w rugby union mężczyzn (2011/2012)
Puchar Włoch w rugby union mężczyzn (2011/2012) – dwudziesta czwarta edycja Pucharu Włoch mężczyzn w rugby union, a druga zorganizowana pod nazwą Trofeo Eccellenza. Zarządzane przez Włoską Federację Rugby zawody odbywały się w dniach 12 listopada 2011 – 6 kwietnia 2012.
Z powodu złych warunków atmosferycznych zaplanowany na 12 lutego finał rozgrywek został przeniesiony na 6 kwietnia. Zwycięski okazał się w nim zespół Cammi Calvisano, który na Stadio Enrico Chersoni w Prato pokonał drużynę Mantovani Lazio 1927.

## System rozgrywek
Do rozgrywek przystąpiło sześć zespołów najwyższej klasy rozgrywkowej, które w tym sezonie nie występowały w Europejskim Pucharze Challenge. Zostały one podzielone na dwie grupy po trzy drużyny. Rozgrywki prowadzone były w pierwszej fazie systemem kołowym według modelu dwurundowego w terminach, w których odbywały się mecze ECC. Do drugiej fazy rozgrywek awansowali zwycięzcy grup, którzy na neutralnym stadionie rozegrali mecz o puchar kraju.

## Faza grupowa

### Wyniki
| Kolejka | Data       | Gospodarze        | Wynik | Goście            |
| ------- | ---------- | ----------------- | ----- | ----------------- |
| 1.      | 2011-11-12 | Cammi Calvisano   | 27:17 | Marchiol Mogliano |
| 2.      | 2011-11-19 | Reggio            | 9:16  | Marchiol Mogliano |
| 3.      | 2011-12-11 | Reggio            | 15:10 | Cammi Calvisano   |
| 4.      | 2011-12-17 | Marchiol Mogliano | 19:25 | Cammi Calvisano   |
| 5.      | 2012-01-15 | Marchiol Mogliano | 16:27 | Reggio            |
| 6.      | 2012-01-21 | Cammi Calvisano   | 31:16 | Reggio            |

| Kolejka | Data       | Gospodarze           | Wynik | Goście               |
| ------- | ---------- | -------------------- | ----- | -------------------- |
| 1.      | 2011-11-12 | Mantovani Lazio 1927 | 28:10 | San Gregorio Catania |
| 2.      | 2011-11-20 | San Gregorio Catania | 24:12 | L’Aquila             |
| 3.      | 2011-12-10 | L’Aquila             | 13:29 | Mantovani Lazio 1927 |
| 4.      | 2011-12-18 | San Gregorio Catania | 24:14 | Mantovani Lazio 1927 |
| 5.      | 2012-01-14 | L’Aquila             | 27:26 | San Gregorio Catania |
| 6.      | 2012-01-21 | Mantovani Lazio 1927 | 22:0  | L’Aquila             |

## Finał
| 6 kwietnia 2012 | Cammi Calvisano | 30:23 | Mantovani Lazio 1927 | Stadio Enrico Chersoni, Prato Sędzia: Stefano Roscini |
| 6 kwietnia 2012 |                 | 30:23 |                      | Stadio Enrico Chersoni, Prato Sędzia: Stefano Roscini |